# PSR J1719-1438
PSR J1719-1438は、地球から4000光年離れたへび座の方向にあるミリ秒パルサーである。へびつかい座との境界とは1分程しか離れていない。

## 概要
PSR J1719-1438は、過去30年間で100個ほどしか発見されていない「ミリ秒パルサー」の1つである。PSR J1719-1438は、複数のスーパーコンピューターで約20万GB、一般的なDVD2万3500枚以上ものデータを精査して発見に至った。

## 惑星
PSR J1719-1438は、2011年に太陽系外惑星が1個発見されている。発見されたPSR J1719-1438 bは、木星とほぼ同じ質量をもちながら、半径は木星の40%ほどしかなく、わずか6万km離れたところを2時間11分という短い時間で公転している。これは発見されている太陽系外惑星の中で最も近い距離を回る惑星で、最も短い公転周期をもつ惑星である。その質量と直径から、この惑星は通常の生成過程を経たものではなく、白色矮星の外層が中性子星によって剥ぎ取られ、、中心核のみが残ったものであると推定されている。PSR J1719-1438は、この物質の流れによって加速され、ミリ秒パルサーになったと考えられている。
| 名称 （恒星に近い順） | 質量 | 軌道長半径 （天文単位） | 公転周期 (日) | 軌道離心率 | 軌道傾斜角 | 半径 |
| --------------------- | ---- | ----------------------- | ------------- | ---------- | ---------- | ---- |
| b                     | 1 MJ | 0.0004                  | 0.090706293   | <0.06      | —          | —    |